# Puig Guardial
El Puig Guardial és un assentament iber establert en un turó de la riba esquerra del riu Ter. Està situat al municipi de Torelló a la comarca d'Osona, inclòs a l'Inventari del Patrimoni Arqueològic i Paleontològic de Catalunya.
Es troba molt a prop dels termes municipals de Masies de Voltregà i Manlleu.

## Descripció
Es tracta d'un assentament situat en una plana regada pel riu Ter i el Torrent del Poquí que en l'actualitat està dedicada totalment als camps de conreu. Des del jaciment, l'abastament d'aigua és assequible a uns 100 m, i no es coneixen proves de minerals a la zona. Per la topografia del turó, sembla que es podia haver tractat d'un assentament de petites dimensions.
El turó del Puig Guardial ha sofert un procés d'erosió important i en l'actualitat no es conserven camins que arribin al cim del turó. De tota manera és una àrea fàcilment assequible des de la riba dreta del riu Ter, mentre que des de l'altra banda, el riu li fa de petita defensa natural. L'elevació del turó respecte a l'àrea plana que l'envolta fa que presenti una bona visibilitat, sobretot pel que fa al curs el Ter i a la zona agrícola que es troba entre Manlleu i Torelló, que podria haver sigut la seva zona d'explotació immediata. El Puig Guardial està en relació visual i física amb l'actual traçat de la carretera nacional 152, que enllaça Barcelona amb Puigcerdà. Les fonts medievals parlen d'aquesta ruta com la Strata Cerdana, o 'camí de la Cerdanya'. Hom creu que en època romana aquesta era la continuació cap al nord de la via que passava pel riu Congost, i que possiblement tenia una certa tradició ja d'antic.

## Història
La presència de ceràmiques campanianes documenta una ocupació durant el període ibèric tardà. El lloc presenta una bona disposició natural per a l'ocupació. Possiblement continuïtat del lloc en època romana. No presenta cap fortificació